# HC IJsseloever
Hockeyclub IJsseloever is een Nederlandse hockeyclub uit IJsselstein.
De vereniging werd op 30 december 1980 opgericht. Bij de oprichting meldden zich direct zo'n 50 nieuwe leden aan. Van hen had niemand ooit gehockeyd. Dit ledenaantal groeide in de eerste tien jaar door naar 350 mensen, waardoor bij de gemeente een kunstgrasveld kon worden afgedwongen. Midden jaren negentig dreigde het kunstgrasveld afgekeurd te worden en de gemeente had pas in 1999 voor nieuwbouwplannen begroot. Dankzij samenwerking met de korfbalvereniging konden twee kunstgrasvelden en een oefenveld aangelegd worden.

## Heren 1
- In het seizoen 2016/2017 werd IJsseloever 3e in de eerste klasse.
- In het seizoen 2017/2018 werd IJsseloever ongeslagen kampioen in de eerste klasse. De IJsselsteiners promoveerden naar de Overgangsklasse.
- In het het seizoen van 2018/2019 werd IJsseloever 10e in de Overgangsklasse. In de Play-Outs wisten de IJsselsteiners zich dankzij twee overwinningen op M.H.C Oss te handhaven.  J. Straatman (twee doelpunten) en D. Kraaijenhagen (drie doelpunten) waren de gevierde mannen.
- Het seizoen van 2019/2020 werd beëindigd door het Coronavirus. IJsseloever werd 6e met zes punten achterstand op de nummer 1. Wederom handhaving in de Overgangsklasse.
- Het volledige seizoen 2020/2021 heeft wegens Coronamaatregelen niet plaatsgevonden.

| Jaar      | Niveau          | Positie          |
| --------- | --------------- | ---------------- |
| 2016/2017 | Eerste Klasse   | 3e               |
| 2017/2018 | Eerste Klasse   | 1e (promotie)    |
| 2018/2019 | Overgangsklasse | 10e              |
| 2019/2020 | Overgangsklasse | 6e               |
| 2020/2021 | Overgangsklasse | -                |
| 2021/2022 | Overgangsklasse | 10e (degradatie) |
| 2022/2023 | Eerste Klasse   | 1e (promotie)    |
| 2023/2024 | Overgangsklasse | 5e               |